# Araneus angulatus
Araneus angulatus es una especie de araña del género Araneus, tribu Araneini, familia Araneidae. Fue descrita científicamente por Clerck en 1757.
Se distribuye por Francia, Portugal, Rusia, España, Países Bajos, Suecia, Alemania, Italia, Finlandia, Grecia, Lituania, Suiza, Dinamarca, Bélgica, Polonia, Reino Unido, Bielorrusia, Austria, Ucrania, Estonia, Croacia, Eslovenia, Chequia, Corea, Noruega, Turquía, China, Luxemburgo, Kazajistán, Moldavia, Estados Unidos, Bulgaria, Argelia, Georgia, Rumania, Serbia, Albania, Montenegro, Eslovaquia, Letonia, Mongolia, Túnez, Afganistán, Bosnia y Herzegovina, Irán y Marruecos. La especie se mantiene activa durante todos los meses del año.